# Pueblo Kewa
Pueblo Kewa (antes Santo Domingo Pueblo) es un lugar designado por el censo ubicado en el condado de Sandoval en el estado estadounidense de Nuevo México. En el Censo de 2010 tenía una población de 2456 habitantes y una densidad poblacional de 460,77 personas por km².

## Geografía
Pueblo Kewa se encuentra ubicado en las coordenadas 35°31′3″N 106°22′1″O / 35.51750, -106.36694. Según la Oficina del Censo de los Estados Unidos, Pueblo Kewa tiene una superficie total de 5.33 km², de la cual 5.33 km² corresponden a tierra firme y (0%) 0 km² es agua.

## Demografía
Según el censo de 2010, había 2456 personas residiendo en Pueblo Kewa. La densidad de población era de 460,77 hab./km². De los 2456 habitantes, Pueblo Kewa estaba compuesto por el 0.33% blancos, el 0% eran afroamericanos, el 98.66% eran amerindios, el 0.04% eran asiáticos, el 0% eran isleños del Pacífico, el 0.08% eran de otras razas y el 0.9% pertenecían a dos o más razas. Del total de la población el 1.1% eran hispanos o latinos de cualquier raza.
Los santo domingo o guipui (de significado desconocido) son una tribu india perteneciente al grupo de lenguas keresan y cultura pueblo que vive en Nuevo México. Su lengua tenía unos 1.880 parlantes en 1990. Según datos del BIA de 1995, había 4.041 apuntados al rol tribal, pero según el censo de 2000 estaban registrados 5.591 individuos